# Белфорте (Мантуа)
Белфорте (итал. Belforte) је насеље у Италији у округу Мантова, региону Ломбардија.
Према процени из 2011. у насељу је живело 1061 становника. Насеље се налази на надморској висини од 25 м.